# Lijst van vlaggen van Nicaragua
Dit is een lijst van vlaggen van Nicaragua.

## Nationale vlag (perFIAV-codering)
|          | Civiele vlag | Staatsvlag | Oorlogsvlag |
| -------- | ------------ | ---------- | ----------- |
| Te land  | · ?          | · ?        | · ?         |
| Te water | · ?          | · ?        | · ?         |

## Vlaggen van politieke partijen
| Vlag                                                          | Periode | Functie                                                       | Beschrijving |
| ------------------------------------------------------------- | ------- | ------------------------------------------------------------- | --- |
| Vlag van het Sandinistisch Nationaal Bevrijdingsfront (FSLN). |         | Vlag van het Sandinistisch Nationaal Bevrijdingsfront (FSLN). | Verdeeld in twee gelijke horizontale banen, boven rood en onder zwart, met in het midden in witte letters FSLN. |